# República Popular de Lugansk
A República Popular de Lugansk/Luhansk ou, aportuguesado, República Popular de Lugansque/Luansque, abreviadamente, RPL (em russo:  Луганская народная республика, transl. Luganskaya Narodnaya Respublika), foi um ente político com reconhecimento internacional limitado, localizado na bacia carbonífera do Donets (Donbas).
A RPL foi proclamada no então território do oblast de Lugansk, na Ucrânia, em 27 de abril de 2014, após referendo realizado em 11 de maio do mesmo ano. Juntamente com a República Popular de Donetsk, é uma das entidades políticas criadas após a Revolução Ucraniana de 2014. Ambas foram reconhecidas pela Rússia e por alguns países aliados, como a Coreia do Norte e a Síria, mas não reconhecidas pela ONU.
Em 30 de setembro de 2022 a República Popular de Lugansk foi anexada pela Federação Russa, como súdito federal, por meio de referendo realizado de 23 a 27 de setembro do mesmo ano.

## História

### Contexto
Após a Revolução Ucraniana, em fevereiro de 2014 - uma revolução colorida que resultou em mudança de regime, com a deposição do presidente eleito do país, Viktor Yanukovytch, e a instalação de um governo claramente contrário a Moscou - foi convocado um referendo sobre a autodeterminação dos oblasts de Lugansk e Donetsk, de população majoritariamente constituída por russos étnicos. O pleito realizou-se em 11 de maio do mesmo ano e, segundo os resultados anunciados no dia seguinte, 96,2% dos eleitores de Lugansk apoiaram a sua independência da Ucrânia e a criação da República Popular de Lugansk, enquanto, em Donetsk, a proporção foi de 89% de eleitores favoráveis à proposta de emancipação e a consequente criação da  República Popular de Donetsk.
Na sequência, Lugansk e Donetsk declararam  independência da Ucrânia e assinaram um acordo bilateral, para criar a confederação da Nova Rússia - acordo que, um ano depois, seria congelado, visando a implementação do Protocolo de Minsk II.
A 11 de junho de 2014, a RPL pediu à Federação Russa, bem como a 14 outros estados, que reconhecessem a sua independência. Até à data, a independência da República Popular de Lugansk foi reconhecida apenas pela República da Ossétia do Sul, pela República da Abecásia e pela Federação Russa.

## Território
Conforme a Constituição ucraniana, o território reivindicado pela RPL é parte integrante da Ucrânia e, em parte, é controlado pelas autoridades ucranianas, sendo a porção restante considerada, sempre pelas autoridades ucranianas, como território temporariamente ocupado pelas forças armadas russas. Portanto, as estruturas da RPL são consideradas, pela Ucrânia, como "administração da ocupação russa."
Já os deputados do conselho regional da região de Lugansk declararam, no início do guerra na Donbas (2014), que a vontade dos cidadãos da RPL, expressa no referendo de 2014, deveria ser respeitada, enquanto o presidente do conselho regional descreveu a operação de força do governo ucraniano, na região, como "terrorista e dirigida contra o povo". Naquela mesma época, a Rússia rejeitava as acusações de envolvimento no conflito e, em especial, de ocupação de território ucraniano.
No dia 11 de outubro de 2018, foram realizadas eleições, vencidas por Leonid Pasechnik, com mais de 68% dos votos.
Em 21 de fevereiro de 2022, a República Popular de Lugansk foi reconhecida pela Rússia. E em 3 de julho de 2022, no contexto da Invasão da Ucrânia pela Rússia a República Popular de Lugansk conquistou todo o território que reivindicava com o auxílio do Exército russo.